# The Nexus (album)
The Nexus è il secondo album in studio del supergruppo svedese Amaranthe. Il disco è stato pubblicato nel marzo 2013. L'album è uno sviluppo del sound e delle idee del gruppo introdotte nel loro primo lavoro.

## Tracce
1. Afterlife – 3:15
2. Invincible – 3:11
3. The Nexus – 3:16
4. Theory of Everything – 3:35
5. Stardust – 3:09
6. Burn With Me – 4:01
7. Mechanical Illusion – 4:01
8. Razorblade – 3:05
9. Future on Hold – 3:17
10. Electroheart – 3:48
11. Transhuman – 3:55
12. Infinity – 3:05

Bonus Tracks
1. Afterlife (Acoustic) – 3:14
2. Burn With Me (Acoustic) – 3:02
3. Hunger (Acoustic) – 3:22
4. Hunger (Remix) – 3:17
5. Leave Everything Behind (Early Version) – 3:18

## Formazione
- Elize Ryd – voce femminile
- Jake E. Lundberg – voce maschile
- Andreas Solveström – voce death
- Olof Mörck – chitarra, tastiera
- Johan Andreassen – basso
- Morten Løwe Sørensen – batteria

## Classifiche
| Classifica                | Posizione massima |
| ------------------------- | ----------------- |
| Belgio                    | 192               |
| Finlandia                 | 4                 |
| Svezia                    | 6                 |
| Svizzera                  | 90                |
| Billboard Top Heatseekers | 12                |